# 1991-es ifjúsági labdarúgó-világbajnokság
Az 1991-es ifjúsági labdarúgó-világbajnokságot június 14. és június 30. között rendezték Portugáliában. A tornát a portugál csapat nyerte. Először fordult elő, hogy a házigazda nyerte az ifjúsági világbajnokságot.

## Résztvevők
A rendező – és címvédő – Portugáliával együtt a következő 16 válogatott jutott ki a világbajnokságra:
| Afrika - Egyiptom - Elefántcsontpart Ázsia - Egyesült-Korea - Szíria Dél-Amerika - Argentína - Brazília - Uruguay | Észak-, Közép-Amerika és a Karibi-térség - Mexikó - Trinidad és Tobago Európa - Anglia - Írország - Portugália - Spanyolország - Szovjetunió - Svédország Óceánia - Ausztrália |

## Játékvezetők
| Afrika - Alhagi Faye - Mawukpona Hounnake-Kouassi - Idrissa Sarr Ázsia - Ali Búdzsszajm - Kiichiro Tachi - Wei Jihong Dél-Amerika - Ernesto Filippi - Francisco Lamolina - Enrique Marín Gallo - Renato Marsiglia - Alberto Tejada | Észak-, Közép-Amerika és a Karibi-térség - Raúl Domínguez - Juan Pablo Escobar López - Robert Sawtell Európa - Guy Goethals - Bernd Heynemann - Leslie Irvine - João Martins Correia Pinto - Egil Nervik - Pierluigi Pairetto - Puhl Sándor - Daniel Roudit - Ryszard Wójcik Óceánia - John McConnell |

## Csoportkör
A csoportok első két helyezettje jutott a negyeddöntőbe, ahonnan egyenes kieséses rendszerben folytatódott a torna.
| Jelmagyarázat                                                            |
| ------------------------------------------------------------------------ |
| A csoportok első két helyezettje bejutott az egyenes kieséses szakaszba. |
| A csoportok harmadik és negyedik helyezettjei kiestek.                   |

### A csoport
| Csapat         | M | Gy | D | V | G+ | G– | Gk | P |
| -------------- | - | -- | - | - | -- | -- | -- | - |
| Portugália     | 3 | 3  | 0 | 0 | 6  | 0  | +6 | 6 |
| Egyesült-Korea | 3 | 1  | 1 | 1 | 2  | 2  | 0  | 3 |
| Írország       | 3 | 0  | 2 | 1 | 3  | 5  | –2 | 2 |
| Argentína      | 3 | 0  | 1 | 2 | 2  | 6  | –4 | 1 |

| 1991. június 14. 21:00 |

| Portugália                 | 2–0               | Írország |
| -------------------------- | ----------------- | -------- |
| João Pinto 17' Capucho 78' | (1–0) Jegyzőkönyv |          |

| Estádio das Antas, Porto Nézőszám: 65 000 Játékvezető: Pierluigi Pairetto (olasz) |

| 1991. június 15. 19:00 |

| Argentína | 0–1               | Egyesült-Korea  |
| --------- | ----------------- | --------------- |
|           | (0–0) Jegyzőkönyv | Cho In-Chol 88' |

| Estádio da Luz, Lisszabon Nézőszám: 2000 Játékvezető: Ernesto Filippi (uruguayi) |

| 1991. június 17. 19:00 |

| Írország     | 1–1               | Egyesült-Korea |
| ------------ | ----------------- | -------------- |
| McCarthy 58' | (0–0) Jegyzőkönyv | Choi Chol 89'  |

| Estádio da Luz, Lisszabon Nézőszám: 5500 Játékvezető: Robert Sawtell (kanadai) |

| 1991. június 17. 21:30 |

| Portugália                        | 3–0               | Argentína                                  |
| --------------------------------- | ----------------- | ------------------------------------------ |
| Gil 56' Paulo Torres 80' Toni 86' | (0–0) Jegyzőkönyv | Paris 42′ Pellegrino 20′, 62′ Esnaider 89′ |

| Estádio da Luz, Lisszabon Nézőszám: 60 000 Játékvezető: Guy Goethals (belga) |

| 1991. június 20. 19:00 |

| Írország              | 2–2               | Argentína                         |
| --------------------- | ----------------- | --------------------------------- |
| O'Connor 9' Byrne 63' | (1–0) Jegyzőkönyv | Delgado 55' Molina 57' (11-esből) |

| Estádio da Luz, Lisszabon Nézőszám: 38 000 Játékvezető: Raúl Domínguez (amerikai) |

| 1991. június 20. 21:30 |

| Portugália       | 1–0               | Egyesült-Korea |
| ---------------- | ----------------- | -------------- |
| Paulo Torres 42' | (1–0) Jegyzőkönyv |                |

| Estádio da Luz, Lisszabon Nézőszám: 38 000 Játékvezető: Enrique Marín Gallo (chilei) |

### B csoport
| Csapat           | M | Gy | D | V | G+ | G– | Gk | P |
| ---------------- | - | -- | - | - | -- | -- | -- | - |
| Brazília         | 3 | 2  | 1 | 0 | 6  | 3  | +3 | 5 |
| Mexikó           | 3 | 1  | 2 | 0 | 6  | 3  | +3 | 4 |
| Svédország       | 3 | 1  | 0 | 2 | 4  | 6  | –2 | 2 |
| Elefántcsontpart | 3 | 0  | 1 | 2 | 3  | 7  | –4 | 1 |

| 1991. június 15. 19:00 |

| Mexikó                                     | 3–0               | Svédország |
| ------------------------------------------ | ----------------- | ---------- |
| Hernández 20' Pineda 51' Álvarez Arcos 64' | (1–0) Jegyzőkönyv |            |

| Estádio das Antas, Porto Nézőszám: 2000 Játékvezető: Kiichiro Tachi (japán) |

| 1991. június 15. 21:30 |

| Brazília                     | 2–1               | Elefántcsontpart |
| ---------------------------- | ----------------- | ---------------- |
| Andrei 29' Luíz Fernando 79' | (1–0) Jegyzőkönyv | Tiehi 48'        |

| Estádio das Antas, Porto Nézőszám: 8000 Játékvezető: Ryszard Wójcik (lengyel) |

| 1991. június 17. 19:00 |

| Brazília                          | 2–2               | Mexikó                                 |
| --------------------------------- | ----------------- | -------------------------------------- |
| Paulo Nunes 18' Luíz Fernando 45' | (2–0) Jegyzőkönyv | Pineda 57' 67' Roberto Carlos 66′, 76′ |

| Estádio das Antas, Porto Nézőszám: 3500 Játékvezető: Leslie Irvine (északír) |

| 1991. június 18. 19:00 |

| Elefántcsontpart                   | 1–4               | Svédország                             |
| ---------------------------------- | ----------------- | -------------------------------------- |
| Mambo 64' (11-esből) Zozo 50′, 75′ | (0–2) Jegyzőkönyv | Rodlund 13' Bild 23' 46' Andersson 87' |

| Estádio das Antas, Porto Nézőszám: 1500 Játékvezető: João Martins Pinto Correia (portugál) |

| 1991. június 20. 19:00 |

| Elefántcsontpart | 1–1               | Mexikó     |
| ---------------- | ----------------- | ---------- |
| Seri 79'         | (0–0) Jegyzőkönyv | Pineda 83' |

| Estádio das Antas, Porto Nézőszám: 4000 Játékvezető: Ali Búdzsszajm (egyesült arab emírségekbeli) |

| 1991. június 20. 21:30 |

| Brazília                  | 2–0               | Svédország |
| ------------------------- | ----------------- | ---------- |
| Paulo Nunes 29' Élber 78' | (1–0) Jegyzőkönyv |            |

| Estádio das Antas, Porto Nézőszám: 4000 Játékvezető: Pierluigi Pairetto (olasz) |

### C csoport
| Csapat             | M | Gy | D | V | G+ | G– | Gk  | P |
| ------------------ | - | -- | - | - | -- | -- | --- | - |
| Ausztrália         | 3 | 3  | 0 | 0 | 4  | 0  | +4  | 6 |
| Szovjetunió        | 3 | 2  | 0 | 1 | 5  | 1  | +4  | 4 |
| Egyiptom           | 3 | 1  | 0 | 2 | 6  | 2  | +4  | 2 |
| Trinidad és Tobago | 3 | 0  | 0 | 3 | 0  | 12 | –12 | 0 |

| 1991. június 15. 19:30 |

| Trinidad és Tobago | 0–2               | Ausztrália        |
| ------------------ | ----------------- | ----------------- |
|                    | (0–0) Jegyzőkönyv | Okon 52' Seal 76' |

| Estádio Primeiro de Maio, Braga Nézőszám: 1720 Játékvezető: Alberto Tejada Noriega (perui) |

| 1991. június 16. 17:00 |

| Egyiptom | 0–1               | Szovjetunió  |
| -------- | ----------------- | ------------ |
|          | (0–1) Jegyzőkönyv | Sherbakov 6' |

| Guimarães Nézőszám: 5680 Játékvezető: Juan Pablo Escobar López (guatemalai) |

| 1991. június 18. 19:30 |

| Trinidad és Tobago | 0–6               | Egyiptom                                                                         |
| ------------------ | ----------------- | -------------------------------------------------------------------------------- |
|                    | (0–3) Jegyzőkönyv | Hussein 8' Sadek 24' Abdel Halil Ismail 36' Sakr 60' Sheshini 79' Abdel Aziz 82' |

| Estádio Primeiro de Maio, Braga Nézőszám: 10 000 Játékvezető: Wei Jihong (kínai) |

| 1991. június 18. 21:30 |

| Ausztrália  | 1–0               | Szovjetunió |
| ----------- | ----------------- | ----------- |
| Maloney 21' | (1–0) Jegyzőkönyv |             |

| Estádio Primeiro de Maio, Braga Nézőszám: 10 000 Játékvezető: Bernd Heynemann (német) |

| 1991. június 20. 17:00 |

| Ausztrália      | 1–0               | Egyiptom |
| --------------- | ----------------- | -------- |
| Trajanovski 43' | (1–0) Jegyzőkönyv |          |

| Guimarães Nézőszám: 8800 Játékvezető: Francisco Lamolina (argentin) |

| 1991. június 20. 19:30 |

| Trinidad és Tobago | 0–4               | Szovjetunió                                               |
| ------------------ | ----------------- | --------------------------------------------------------- |
| Boucher 55′, 83′   | (0–4) Jegyzőkönyv | Pokhlebaev 9' Konovalov 15' Mikhailenko 22' Sherbakov 35' |

| Guimarães Nézőszám: 8800 Játékvezető: Idrissa Sarr (mauritániai) |

### D csoport
| Csapat        | M | Gy | D | V | G+ | G– | Gk | P |
| ------------- | - | -- | - | - | -- | -- | -- | - |
| Spanyolország | 3 | 2  | 1 | 0 | 7  | 0  | +7 | 5 |
| Szíria        | 3 | 1  | 2 | 0 | 4  | 3  | +1 | 4 |
| Anglia        | 3 | 0  | 2 | 1 | 3  | 4  | –1 | 2 |
| Uruguay       | 3 | 0  | 1 | 2 | 0  | 7  | –7 | 1 |

| 1991. június 15. 19:30 |

| Anglia            | 0–1               | Spanyolország |
| ----------------- | ----------------- | ------------- |
| Harkness 21′, 89′ | (0–0) Jegyzőkönyv | Pier 84'      |

| Faro Nézőszám: 11 500 Játékvezető: Renato Marsiglia (brazil) |

| 1991. június 16. 19:00 |

| Szíria      | 1–0               | Uruguay |
| ----------- | ----------------- | ------- |
| Ramadan 57' | (0–0) Jegyzőkönyv |         |

| Faro Nézőszám: 5500 Játékvezető: Alhagi Faye (gambiai) |

| 1991. június 18. 19:00 |

| Spanyolország                                                      | 6–0               | Uruguay                                 |
| ------------------------------------------------------------------ | ----------------- | --------------------------------------- |
| Pier 10' (11-esből) 34' Urzáiz 22' 75' 80' (11-esből) Mauricio 36' | (4–0) Jegyzőkönyv | Severo 35′, 60′ Silva 77′ Dorta 3′, 77′ |

| Faro Nézőszám: 11 500 Játékvezető: Daniel Roduit (svájci) |

| 1991. június 18. 21:30 |

| Anglia                   | 3–3               | Szíria                         |
| ------------------------ | ----------------- | ------------------------------ |
| Allen 12' Awford 69' 84' | (1–2) Jegyzőkönyv | Ramadan 18' Awad 27' Helou 65' |

| Faro Nézőszám: 11 500 Játékvezető: John McConnell (ausztrál) |

| 1991. június 20. 19:00 |

| Spanyolország | 0–0         | Szíria |
| ------------- | ----------- | ------ |
|               | Jegyzőkönyv |        |

| Faro Nézőszám: 5000 Játékvezető: Leslie Irvine (északír) |

| 1991. június 20. 21:30 |

| Anglia | 0–0         | Uruguay |
| ------ | ----------- | ------- |
|        | Jegyzőkönyv |         |

| Faro Nézőszám: 5000 Játékvezető: Puhl Sándor (magyar) |

## Egyenes kieséses szakasz
|  |                        |                |                        |                        |       |             |                        |                    |                    |                    |               |       |       |
|  | Negyeddöntők           | Negyeddöntők   | Negyeddöntők           |                        |       | Elődöntők   | Elődöntők              | Elődöntők          |                    |                    | Döntő         | Döntő | Döntő |
|  | Negyeddöntők           | Negyeddöntők   | Negyeddöntők           |                        |       | Elődöntők   | Elődöntők              | Elődöntők          |                    |                    | Döntő         | Döntő | Döntő |
|  | június 22. – Lisszabon |                |                        |                        |       |             |                        |                    |                    |                    |               |       |       |
|  |                        |                |                        |                        |       |             |                        |                    |                    |                    |               |       |       |
|  | A1                     | Portugália     | 2                      |                        |       |             |                        |                    |                    |                    |               |       |       |
|  | A1                     | Portugália     | 2                      | június 26. – Lisszabon |       |             |                        |                    |                    |                    |               |       |       |
|  | B2                     | Mexikó         | 1                      |                        |       |             |                        |                    |                    |                    |               |       |       |
|  | B2                     | Mexikó         | 1                      |                        |       | Portugália  | Portugália             | 1                  |                    |                    |               |       |       |
|  | június 23. – Braga     |                |                        |                        |       | Portugália  | Portugália             | 1                  |                    |                    |               |       |       |
|  |                        |                | Ausztrália             | Ausztrália             | 0     |             |                        |                    |                    |                    |               |       |       |
|  | C1                     | Ausztrália     | Ausztrália             | Ausztrália             | 0     | 1 (5)       |                        |                    |                    |                    |               |       |       |
|  | C1                     | Ausztrália     |                        |                        |       | 1 (5)       | június 29. – Lisszabon |                    |                    |                    |               |       |       |
|  | D2                     | Argentína      | 1 (4)                  |                        |       |             |                        |                    |                    |                    |               |       |       |
|  | D2                     | Argentína      | 1 (4)                  |                        |       | Portugália  | Portugália             | 0 (4)              |                    |                    |               |       |       |
|  | június 22. – Porto     |                |                        |                        |       | Portugália  | Portugália             | 0 (4)              |                    |                    |               |       |       |
|  |                        |                | Brazília               | Brazília               | 0 (2) |             |                        |                    |                    |                    |               |       |       |
|  | B1                     | Brazília       | Brazília               | Brazília               | 0 (2) | 5           |                        |                    |                    |                    |               |       |       |
|  | B1                     | Brazília       | június 26. – Guimarães |                        |       | 5           |                        |                    |                    |                    |               |       |       |
|  | A2                     | Egyesült-Korea | 1                      |                        |       |             |                        |                    |                    |                    |               |       |       |
|  | A2                     | Egyesült-Korea | 1                      |                        |       | Brazília    | Brazília               | 3                  | Bronzmérkőzés      | Bronzmérkőzés      | Bronzmérkőzés |       |       |
|  | június 23. – Faro      |                |                        |                        |       | Brazília    | Brazília               | 3                  | Bronzmérkőzés      | Bronzmérkőzés      | Bronzmérkőzés |       |       |
|  |                        |                | Szovjetunió            | Szovjetunió            | 0     |             |                        | június 29. – Porto | június 29. – Porto | június 29. – Porto |               |       |       |
|  | D1                     | Spanyolország  | Szovjetunió            | Szovjetunió            | 0     | 1           |                        | június 29. – Porto | június 29. – Porto | június 29. – Porto |               |       |       |
|  | D1                     | Spanyolország  |                        |                        |       |             |                        | Ausztrália         | Ausztrália         | 1 (4)              |               |       |       |
|  | C2                     | Szovjetunió    | 3                      |                        |       |             |                        | Ausztrália         | Ausztrália         | 1 (4)              |               |       |       |
|  | C2                     | Szovjetunió    | 3                      |                        |       | Szovjetunió | Szovjetunió            | 1 (5)              |                    |                    |               |       |       |
|  |                        |                |                        |                        |       | Szovjetunió | Szovjetunió            | 1 (5)              |                    |                    |               |       |       |

### Negyeddöntők
| 1991. június 22. 18:30 |

| Portugália                           | 2–1 (h. u.)                 | Mexikó      |
| ------------------------------------ | --------------------------- | ----------- |
| Paulo Torres 3' (11-esből) Toni 101' | (1–1, 1–1, 2–1) Jegyzőkönyv | Mendoza 35' |

| Estádio da Luz, Lisszabon Nézőszám: 90 000 Játékvezető: Ryszard Wójcik (lengyel) |

| 1991. június 22. 21:30 |

| Brazília                                   | 5–1               | Egyesült-Korea |
| ------------------------------------------ | ----------------- | -------------- |
| Marquinhos 15' Élber 41' 67' Djair 47' 53' | (2–1) Jegyzőkönyv | Choi Chol 40'  |

| Estádio das Antas, Porto Nézőszám: 25 000 Játékvezető: Guy Goethals (belga) |

| 1991. június 23. 17:00 |

| Ausztrália    | 1–1 (h. u.)                 | Szíria    |
| ------------- | --------------------------- | --------- |
| Seal 20'      | (1–0, 1–1, 1–1) Jegyzőkönyv | Mando 56' |
| Büntetőpárbaj |                             |           |
|               | 5–4                         |           |

| Estádio Primeiro de Maio, Braga Nézőszám: 10 000 Játékvezető: Renato Marsiglia (brazil) |

| 1991. június 23. 21:30 |

| Spanyolország | 1–3               | Szovjetunió                    |
| ------------- | ----------------- | ------------------------------ |
| Urzáiz 85'    | (0–1) Jegyzőkönyv | Sherbakov 35' 64' Mandreko 80' |

| Faro Nézőszám: 13 000 Játékvezető: Francisco Lamolina (argentin) |

### Elődöntők
| 1991. június 26. 18:30 |

| Brazília                            | 3–0               | Szovjetunió |
| ----------------------------------- | ----------------- | ----------- |
| Marquinhos 15' Castro 18' Élber 32' | (3–0) Jegyzőkönyv |             |

| Guimarães Nézőszám: 22 000 Játékvezető: Raúl Domínguez (amerikai) |

| 1991. június 26. 21:30 |

| Portugália    | 1–0               | Ausztrália |
| ------------- | ----------------- | ---------- |
| Rui Costa 31' | (1–0) Jegyzőkönyv |            |

| Estádio da Luz, Lisszabon Nézőszám: 112 000 Játékvezető: Puhl Sándor (magyar) |

### Bronzmérkőzés
| 1991. június 29. 21:30 |

| Ausztrália    | 1–1 (h. u.)                 | Szovjetunió              |
| ------------- | --------------------------- | ------------------------ |
| Seal 87'      | (0–1, 1–1, 1–1) Jegyzőkönyv | Sherbakov 39' (11-esből) |
| Büntetőpárbaj |                             |                          |
|               | 4–5                         |                          |

| Estádio das Antas, Porto Nézőszám: 6000 Játékvezető: Idrissa Sarr (mauritániai) |

### Döntő
| 1991. június 30. 19:00 |

| Portugália    | 0–0 (h. u.) | Brazília |
| ------------- | ----------- | -------- |
|               | Jegyzőkönyv |          |
| Büntetőpárbaj |             |          |
|               | 4–2         |          |

| Estádio da Luz, Lisszabon Nézőszám: 127 000 Játékvezető: Francisco Lamolina (argentin) |

## Díjak
| Az 1991-es ifjúsági labdarúgó-világbajnokság győztese |
| ----------------------------------------------------- |
| · Portugália · 2. cím                                 |

| 2. helyezett | 3. helyezett | 4. helyezett |
| ------------ | ------------ | ------------ |
| Brazília     | Szovjetunió  | Ausztrália   |

| Golden Shoe      | Golden Ball  | FIFA Fair Play Díj |
| ---------------- | ------------ | ------------------ |
| Sergei Sherbakov | Emílio Peixe | Szovjetunió        |

## Gólszerzők
| 5 gólos - Sergei Sherbakov 4 gólos - Giovane Élber - Pedro Pineda - Ismael Urzáiz 3 gólos - David Seal - Paulo Torres - Pier 2 gólos - Andy Awford - Djair - Luíz Fernando - Marquinhos - Paulo Nunes - Choi Chol - Toni - Munaf Ramadan - Andreas Bild | 1 gólos - Bradley Allen - Marcelo Delgado - Roberto Molina - Brad Maloney - Paul Okon - Kris Trajanovski - Castro - Andrei Frascarelli - Cho In-Chol - Amir Abdel Aziz - Sami Abdel Halil Ismail - Samir Hussein - Mostafa Sadek - Tamer Sakr - Sami Sheshini - Ambroise Mambo - Ambroise Seri - Sylvain Tiehi | 1 gólos (folytatás) - Brian Byrne - Paul McCarthy - Barry O'Connor - Damián Álvarez Arcos - Hector Hernández - Bruno Mendoza - Nuno Capucho - Rui Costa - Gil - João Pinto - Mauricio - Patrik Andersson - Jonny Rodlund - Amman Awad - Abdulatif Helou - Abdul Llah Mando - Sergiy Konovalov - Szergej Mandreko - Dmitri Mikhailenko - Evgueni Pokhlebaev |

## Végeredmény
Az első négy helyezett utáni sorrend nem tekinthető hivatalosnak, mivel ezekért a helyekért nem játszottak mérkőzéseket. Ezért e helyezések meghatározásához az alábbiak lettek figyelembe véve:
1. több szerzett pont (a 11-esekkel eldöntött találkozók a hosszabbítást követő eredménnyel, döntetlenként vannak feltüntetve)
2. jobb gólkülönbség
3. több szerzett gól

A hazai csapat eltérő háttérszínnel kiemelve.
| Helyezés | Nemzet             | M | Gy | D | V | G+ | G– | Gk  | P  |
| -------- | ------------------ | - | -- | - | - | -- | -- | --- | -- |
| Arany    | Portugália         | 6 | 5  | 1 | 0 | 9  | 1  | +8  | 11 |
| Ezüst    | Brazília           | 6 | 4  | 2 | 0 | 14 | 4  | +10 | 10 |
| Bronz    | Szovjetunió        | 6 | 3  | 1 | 2 | 9  | 6  | +3  | 7  |
| 4.       | Ausztrália         | 6 | 3  | 2 | 1 | 6  | 3  | +3  | 8  |
|          |                    |   |    |   |   |    |    |     |    |
| 5.       | Spanyolország      | 4 | 2  | 1 | 1 | 8  | 3  | +5  | 5  |
| 6.       | Szíria             | 4 | 1  | 3 | 0 | 5  | 4  | +1  | 5  |
| 7.       | Mexikó             | 4 | 1  | 2 | 1 | 7  | 5  | +2  | 4  |
| 8.       | Egyesült-Korea     | 4 | 1  | 1 | 2 | 3  | 7  | –4  | 3  |
|          |                    |   |    |   |   |    |    |     |    |
| 9.       | Egyiptom           | 3 | 1  | 0 | 2 | 6  | 2  | +4  | 2  |
| 10.      | Anglia             | 3 | 0  | 2 | 1 | 3  | 4  | –1  | 2  |
| 11.      | Svédország         | 3 | 1  | 0 | 2 | 4  | 6  | –2  | 2  |
| 12.      | Írország           | 3 | 0  | 2 | 1 | 3  | 5  | –2  | 2  |
| 13.      | Elefántcsontpart   | 3 | 0  | 1 | 2 | 3  | 7  | –4  | 1  |
| 14.      | Argentína          | 3 | 0  | 1 | 2 | 2  | 6  | –4  | 1  |
| 15.      | Uruguay            | 3 | 0  | 1 | 2 | 0  | 7  | –7  | 1  |
| 16.      | Trinidad és Tobago | 3 | 0  | 0 | 3 | 0  | 12 | –12 | 0  |